# Grigliata
La grigliata è un metodo di cottura arrosto secondo il quale il cibo è posto su una griglia, sospesa su braci, serpentina elettrica o becchi a gas.

## Cottura

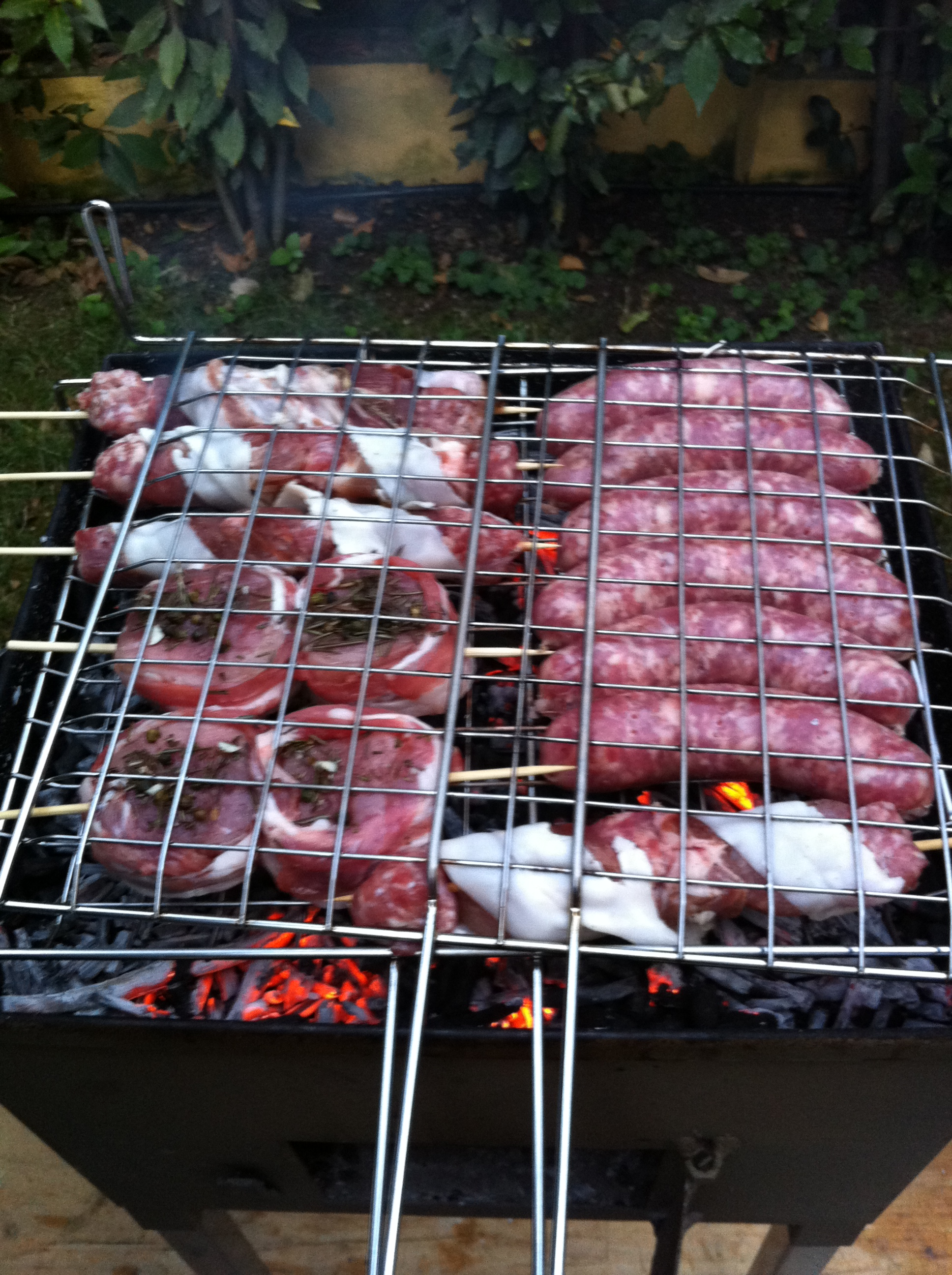
Una griglia allestita, che ha appena incominciato la cottura

Si tratta di un metodo di cottura per irraggiamento.
La vera cottura alla griglia implica la libera circolazione dell'aria intorno all'alimento: per questo le pietanze su piastre semplici o doppie, bistecchiere e simili, dove la cottura avviene per contatto e non per irraggiamento, non potrebbero, a rigore, esser definite grigliate; ma solo quella sui camini, bracieri, barbecue, grill.

## Tecnica
La tecnica è differente a seconda se si tratti di carne rossa o bianca, pesce o verdure; la carne rossa viene cotta senza essere unta e viene posta molto vicina alla fonte di calore, fino a che la parte esterna non risulta colorata, quindi viene allontanata dal calore affinché non brucino le parti grasse, non va mai punta; la carne bianca (come il pollame) è cotto sempre a temperatura moderata e a una certa distanza (30 cm) dalla fonte di calore e può essere unta con olio alimentare, lardo fuso o burro chiarificato; per pesce e verdura la griglia deve essere distanziata e se si usa la brace va cosparsa di cenere, inoltre la pietanza va salata e unta, anche con intingoli aromatici, in alternativa gli aromi come alloro, mirto, rosmarino, salvia, timo, si possono mettere sulla fonte di calore in modo da sprigionare fumo aromatico.

## Tipi di grigliata

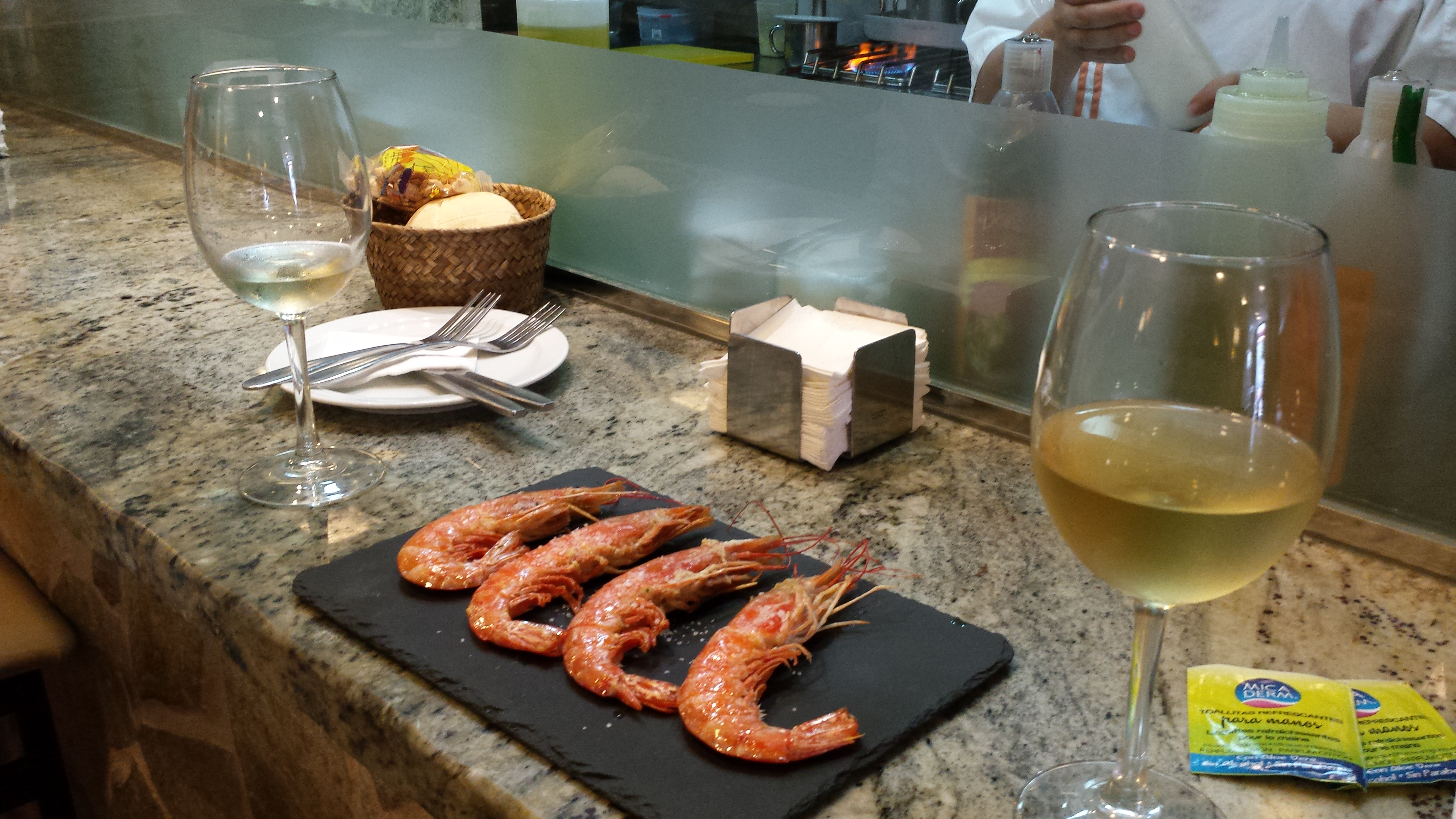
Gamberoni alla griglia serviti come tapa

### Grigliata di carne
La grigliata mista di carne può essere composta da costole di maiale o agnello, fegato, rognoni, pancetta e salsicce eventualmente accompagnati da pomodori tagliati e cappelle di funghi, sempre grigliati; i diversi elementi richiedono tempi differenti di cottura e gli aromi delle frattaglie non devono coprire le restanti pietanze.

### Grigliata di pesce
Tipica delle zone costiere, e in particolare dei paesi mediterranei come Italia e Spagna, è composta da un insieme di pesci (rana pescatrice, spigola e triglia), crostacei (scampi, gamberoni) e molluschi. I pesci vengono precedentemente unti con una marinata, solitamente a base di olio, pepe, aglio ed eventualmente prezzemolo. In Romagna, dove la grigliata di pesce è chiamata rustida, si utilizza abitualmente una panatura, una marinata addensata con pangrattato.

### Grigliata di verdure

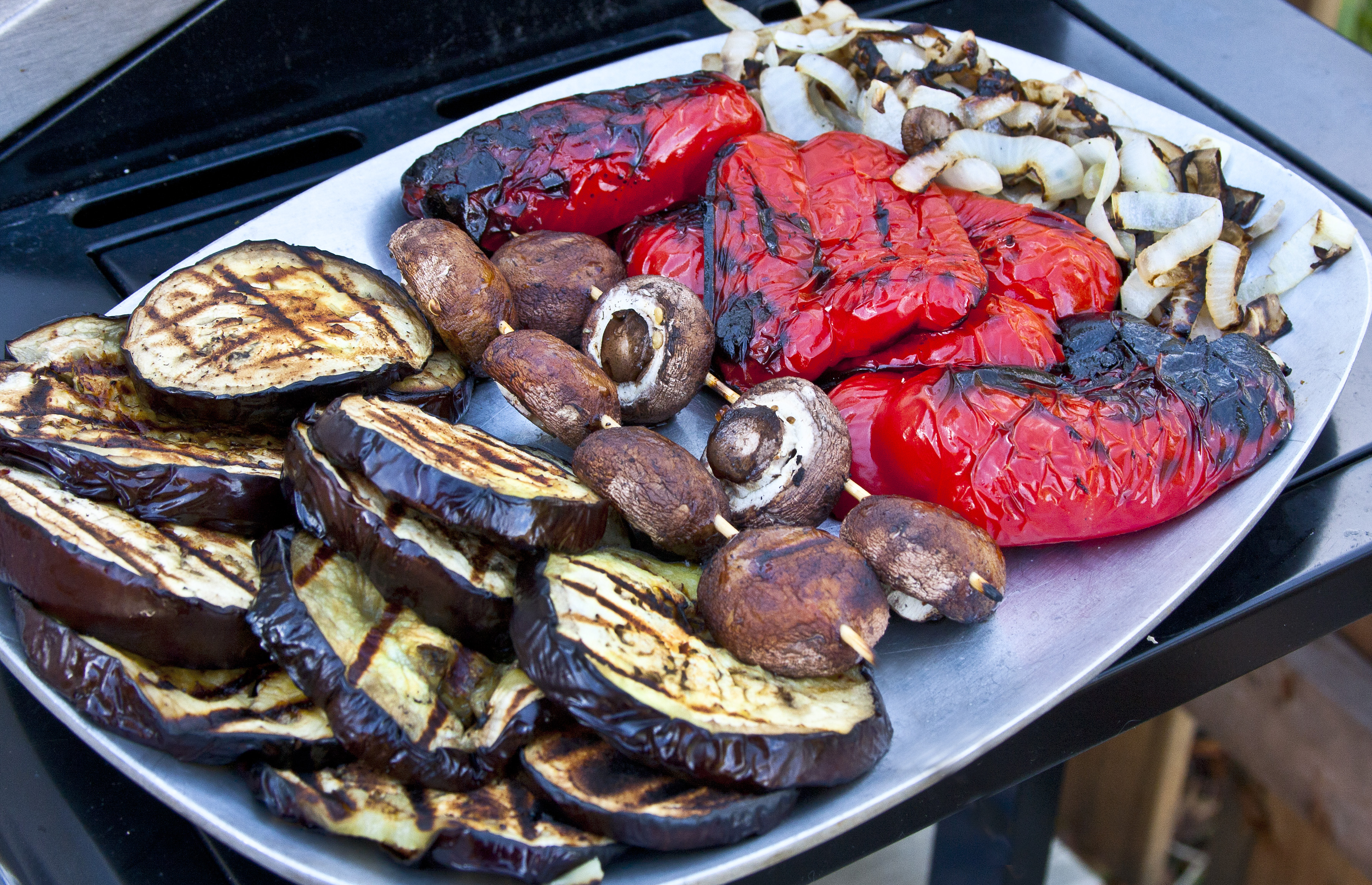
Verdure grigliate

Anche varie verdure possono essere cotte alla griglia, come accompagnamento di una grigliata di carne o di pesce. Vengono comunemente impiegati pomodori, radicchi, peperoni, melanzane, carciofi, cipolle e zucchine.

### Formaggio grigliato
Si utilizzano solitamente scamorza, caciocavallo o provolone, tomino o dobbiaco tagliati a grosse fette e preventivamente unti con olio d'oliva. Viene spesso affiancato a grigliate di verdure o carne.